# Acasanga delectabilis
Acasanga delectabilis är en skalbaggsart som först beskrevs av Waterhouse 1880.  Acasanga delectabilis ingår i släktet Acasanga och familjen långhorningar. Inga underarter finns listade i Catalogue of Life.